# Jacopo Francesco Riccati
Jacopo Francesco Riccati   (Venècia, 28 de maig de 1676 - Treviso, 15 d'abril de 1754) va ser un matemàtic italià del segle xviii conegut per l'equació de Riccati.

## Vida
Jacopo Riccati era fill del comte Montino Riccati i la seva mare era de la poderosa família romana dels Colonna. El seu pare, que havia estudiat a Pàdua i havia fet molt per disseminar les idees de Newton a Itàlia, va morir quan ell només tenia deu anys, però la seva mare, que no es va tornar a casar, i un germà del seu pare li van donar una acurada educació. El 1687 va ingressar al col·legi jesuïta del nobles a Brescia i el 1693 a la Universitat de Pàdua per estudiar lleis. El seu interès per la ciència el va apropar a Stefano degli Angeli qui el va introduir en el càlcul diferencial, cosa que es convertiria en la seva passió.
Poc després de graduar-se en lleis el 1696, es va casar amb Elisabetta dei Conti d'Onigo amb qui va tenir divuit fills, dels quals només nou van arribar a l'edat adulta. Dos d'ells van ser també reconeguts científics: Vincenzo (matemàtic i metge) i Giordano (arquitectura i musicologia).
Va viure la major part de la seva vida a les seves propietats de Castelfranco Veneto, vila de la qual va ser alcalde durant nou anys i portant una vida senzilla i dedicada a l'administració de les seves propietats. Malgrat les seves obligacions, sempre va tenir temps pels seus estudis de matemàtiques que sempre va fer pel seu compte i mantenint correspondència amb els matemàtics de la seva època. Aquesta mena de vida el va portar a refusar les ofertes de presidir l'Acadèmia de les Ciències de Sant Petersburg, la càtedra de matemàtiques de la Universitat de Pàdua i un lloc d'assessor de la Cort austríaca.
En morir la seva esposa el 1749, es va traslladar a la seva casa de Treviso on va morir uns anys després.

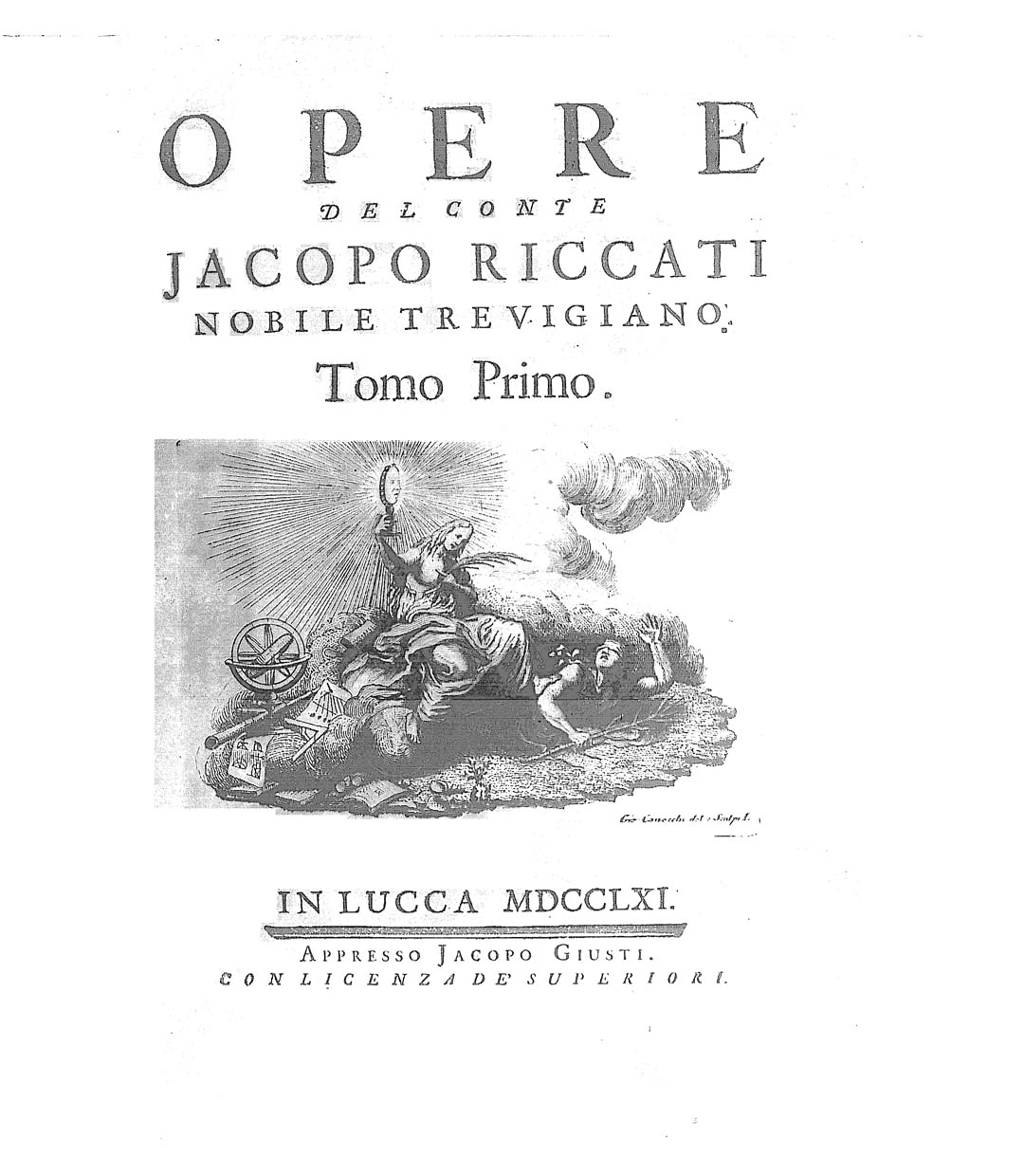
Opere, 1761

## Obra
La seva obra, manuscrita o dispersa entre diverses revistes de l'època, es va publicar en quatre volums, editats pel seu fill Giordano, a Lucca entre 1761 i 1765 amb el títol de Opere del Conte Jacopo Ricatti Nobile Trevigiano. El Volum I conté un assaig sobre el sistema de l'univers i un tractat sobre els indeterminats en equacions diferencials de primer ordre, i la reducció dels de segon ordre i superiors; el Volum II s'ocupa dels principis i mètodes de la física; el Volum III de temes fisio-matemàtics; i el Volum IV, de temes filosòfics, eclesiàstics, retòrics, pràctics i acadèmics.
Riccati és recordat sobre tot per les seves contribucions a l'anàlisi matemàtica i, especialment, per l'estudi de l'equació diferencial no lineal que porta el seu nom: l'equació de Riccati, que, anys més tard, seria generalitzada per d'Alembert.